# キンイロジリス
キンイロジリス (Callospermophilus lateralis)は、哺乳綱ネズミ目（齧歯目）リス科に属するジリスの1種。
北アメリカ西部の山間部に広く生息する。

## 分布
カナダブリティッシュコロンビア州中央部からアメリカニューメキシコ州南部（ロッキー山脈）にかけて、コロンビア川から南はカリフォルニア州およびネバダ州南部にかけて分布する。
近縁のカスケードキンイロジリスは、キンイロジリスの生息域よりも北西に生息しており、生息位置は重複していない。

## 形態

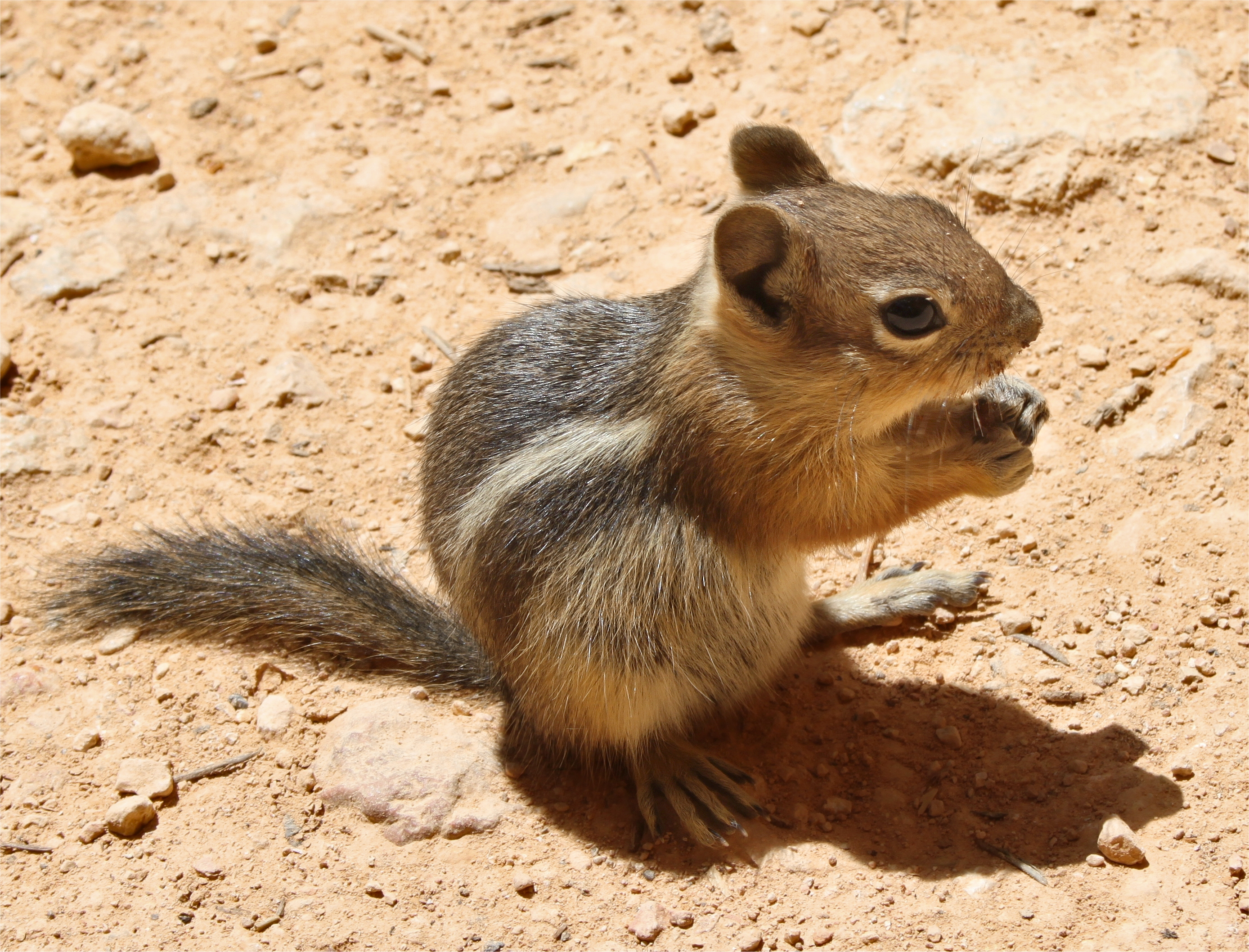
キンイロジリスの側面、ユタ州ブライスキャニオン国立公園

体長（全長）235-295ミリメートル、尾長61-120ミリメートル、体重120–394グラム。
後頭部から肩にかけてマントのように広がる金色がかった茶色の被毛が特徴。背部には、2本の黒色の縞に縁取られた白色の縞が左右に1本ずつある。目の周囲に白色の縁取りがある。性的二形を示し、オスは頭部から肩にかけてのマント部分がより明るい赤色で、著しく脳が大きい。一見シマリスに似ているが、シマリスよりも体が大きく、背中の中央の黒色の縞がないこと、シマリスより尾が短く毛量が豊かではないこと、顔には縞模様がないことで識別される。
メキシコに生息する近縁のシエラマドレジリスと比較すると、キンイロジリスはこの特色のあるマントのような被毛と、よりはっきりした顕著な背部の縞を持ち、白色の縞が短く、尾がより長い。
カスケードキンイロジリスと比較すると、キンイロジリスは特有の金色のマントを持ち、頭部はより大きい。

## 生態

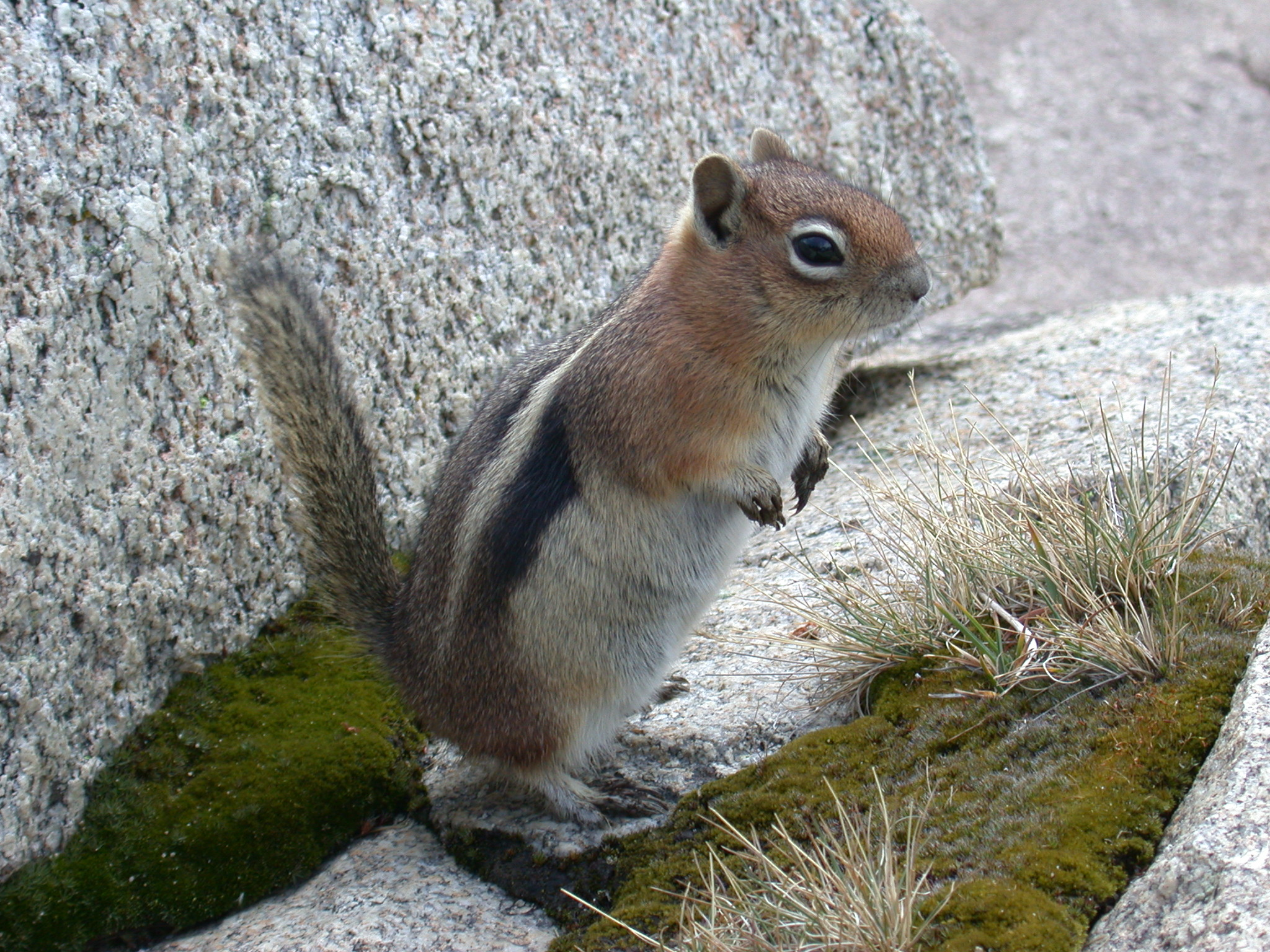
キンイロジリス、コロラド州インディアンピークス原生地域イザベル湖近くにて

標高1,220メートル（シエラネバダ山脈）- 3,960メートル（ロッキー山脈パイクスピーク）に生息する。
クラマス山脈、カスケード山脈、シエラネバダ山脈の針葉樹林に見られる。岩の多い草地やヤマヨモギの藪の中、チャパラル、マツの群落にも住む。
地面に巣穴を掘り、敵からの避難所、寝床、食糧の貯蔵庫などに使用する。巣穴は深さ20-90センチメートル、長さ46-183センチメートルで、岩や切株、丸太のそばに作られる。
食性は雑食性で、主にマツ属の種子を食べる。植物質では他にナッツ、ドングリ、果実、花、球根、葉などを食べ、地中のキノコを掘って食べることもある。動物質では昆虫や鳥の卵、トカゲ、腐肉（交通事故で死んだ同種のものを含む）などを捕食し、逆にアカオノスリ、オオタカなどの猛禽類、カケス、イタチ、キツネ、ボブキャット、コヨーテ、スカンク、ヘビなどに捕食される。
冬眠に備えて脂肪を貯えるが、春に目覚めたときのために巣穴にも食糧を貯えておくことが知られている。巣穴へ食糧を運ぶのには頬袋を使う。頬袋を使うことによって、食糧を運びながら4本の足で走ることもできる。
冬眠は、8月下旬-11月上旬に始まり、3月下旬-5月上旬まで続く。
キンイロジリスは概年リズムによって冬眠を行うことが知られている。
繁殖は冬眠から目覚めると始まり、3月から5月にかけて行われる。オスは、他のジリス同様一夫多妻制で、発情した状態で冬眠から目覚め、縄張りを確立するためにオス同士で争う。こうして作られるオスの縄張りは複数のメスの縄張りを取り囲んでおり、オスより2－3週間遅れて目覚めたメスたちは、一般的にこの縄張りにいるオスと交尾する。妊娠期間は26-33日間、1度の出産で平均5頭の子を産む（標高が高い地域では子の頭数は少なくなる）。子どもの世話をするのはメスのみ。子どもは地下の巣穴で育ち、生後35日で離乳する。
調査では、野生下の寿命は7年、飼育下では5年と報告されているが、食糧不足や天敵に襲われる危険性のない飼育下での寿命の方が短いのは、生息地によって大きく異なる個体数、冬眠パターン、社会性の影響があり、また野生下の巣穴の中での子どもの死亡率を確認できていないためと考えられる。
コロラドダニ熱ウイルス (Colorado tick fever) などの人獣共通感染症の媒介動物である。外部寄生虫のノミ11種、ダニ2種、スナバエ3種、内部寄生虫の少なくとも5属7種の原虫および線虫1種が関連し、ペスト菌の宿主でもある。

## 分類
旧Spermophilus属に分類されていたが、DNA分析の結果、Helgen et al. (2009) により、カスケードキンイロジリス、シエラマドレジリスとともにCallospermophilus属に再分類された。
13亜種が確認されており、それぞれ分布や被毛の色合いが異なる。
- キンイロジリス Callospermophilus lateralis
  - C. l. lateralis - ワイオミング州から南はアリゾナ州、ニューメキシコ州にかけて
  - C. l. arizonensis - アリゾナ州サンフランシスコ山脈
  - C. l. bernardinus - カリフォルニア州サンバーナディーノ山脈
  - C. l. castanurus - ユタ州ワサッチ山脈から北はワイオミング州にかけて
  - C. l. certus - ネバダ州南部、チャールストン山 (Mount Charleston) 
  - C. l. chrysodeirus - オレゴン州南部および東部の山地から、南はトゥーレアリ郡 (カリフォルニア州)まで
  - C. l. cinerascens - カナダアルバータ州から南はアイダホ州、モンタナ州、イエローストーン国立公園まで
  - C. l. connectens - オレゴン州ホームステッド（英語版）
  - C. l. mitratus - カリフォルニア州リン山 (South Yolla Bolly Mountain) 
  - C. l. tescorum - カナダアルバータ州およびブリティッシュコロンビア州
  - C. l. trepidus - ネバダ州ハンボルト郡 (ネバダ州) (Pine Forest Range) 
  - C. l. trinitatus - カリフォルニア州トリニティ山脈 (Trinity Alps) 
  - C. l. wortmani - ワイオミング州スウィートウォーター郡から南はコロラド州北西部にかけて